# Scopula nictata
Scopula nictata là một loài bướm đêm trong họ Geometridae.